# Chris Tomlin
Christopher Dwayne Tomlin, in arte Chris Tomlin (Grand Saline, 4 maggio 1972), è un cantante statunitense.
Chris, ricevette la sua prima chitarra a 11 anni dal padre Connie e a 14 anni scrisse la sua prima canzone di adorazione.
Andò all'università per studiare fisioterapia, ma poi dichiarò di aver ricevuto la "chiamata di Dio", così non proseguì gli studi per questa carriera.
Ha frequentato il college Tyler Junior College e la Texas A & M University continuando a suonare e a scrivere canzoni.
Nel 1997, Louie Giglio chiese a Chris se voleva lavorare con lui alle Conference Passion e lui accettò.
Il suo primo progetto da solista, pubblicato a livello nazionale fu The Noise We Make nel 2001 facendo emergere canzoni tipo "Forever" "Be Glorified" e "Kindness", che finirono nella top 200 nella CCLI 2005 top 500 canzoni di adorazione.

## Carriera musicale
Prima di raggiungere il successo a livello nazionale, Chris pubblico LP Live 545 nel 2002 e l'album Not to Us.
Nel 2004, pubblicò Arrivinge; nel 2005, diversi brani dell'album, finirono nella classifica delle migliori 500 canzoni di adorazione secondo il Christian Copyright Licensing International.
Nel 2005, il suo primo album live da solista: Live From Austin Music Hall; e nel 2006, pubblicò See the Morning che fu nominato per due Grammy Awards ricevendo il certificato di disco d'oro dalla RIAA e nel 2007, vinse 6 Dove Awards.
Nel 2009 pubblica un album di natale: Glory in the Highest: Christmas Songs of Worship dove ha 3 brani, duettati con Matt Redman, Christy Nockels e con Audrey Assad
L'album raggiunge la 9ª posizione nella Billboard 200.
Nel 2013 pubblica Burning Lights, che debutta alla 1ª posizione della Billboard 200 e solo 4 album di musica cristiana finirono in quella posizione.

## Nella vita privata
Tomlin ha sposato Lauren Bricken il 9 novembre 2010.
Nel maggio 2011, Tomlin ha annunciato che lui e Lauren erano in attesa del loro primo bambino. Il 22 settembre 2011 nasce Ashlyn Alexandra Tomlin.

## Discografia
- Inside Your Love (1995)
- Authentic (1998)
- Too Much Free Time (1998) con Ross King
- The Noise We Make (2001)
- Not to Us (2002)
- Arriving (2004)
- See the Morning (2006)
- Hello Love (2008)
- Glory in the Highest: Christmas Songs of Worship (2009)
- And If Our God Is for Us... (2010)
- How Great Is Our God: The Essential Collection (2011)
- Burning Lights (2013)
- Love Ran Red (2014)
- Never Lose Sight (2016)
- Holy Roar (2019)

### Album live
- Live Worship from the 268 Generation (1998)
- Better Is One Day (1999)
- The Road To One Day (2000)
- One Day: Live (2000)
- Our Love is Loud (2002)
- Sacred Revolution: Songs From OneDay 03 (2003)
- Hymns: Ancient and Modern (2004)
- How Great Is Our God (2005)
- Everything Glorious (2006)
- The Best of Passion (So Far) (2006)
- Live From Passion 07 Pts. 1 & 3 (2007)
- God of This City (2008)
- Awakening (2010)
- Here for You (2011)
- White Flag (2012)
- Let the Future Begin (2013)

### Canzoni non comprese negli album
- "Whisper My Name" [Forefront] - Eterne: Never Be the Same (2000)
- "Salvation" - Pour Over Me - Worship Together Live 2001 (2001)
- "Give Us Clean Hands" - Pour Over Me - Worship Together Live 2001 (2001)
- "Satisfied" [Forefront] - Secrets Of The Vine: Music... A Worship Experience (2002)
- "Lord, I'm Gonna Love You" [Sparrow] - Your Love Broke Through (2002)
- "Expressions of Your Love" (duet w/ Rebecca St. James) [Sparrow] - It Takes Two: 15 Collaborations & Duets (2003)
- "Where the Streets Have No Name" [Sparrow/EMI CMG] -  (2004)
- "You're The One" [Disney/EMI CMG] -  (2005)
- "Angels We Have Heard On High" [Word] - WOW Christmas: Green (2005)
- "Mighty to Save" [Integrity] - Bonus disc included with Fruitcake and Ice Cream DVD (2008)
- "Your Heart (David)" - Music Inspired by The Story (2011)

## Videografia
- Expressions of Your Love (feat Rebecca St. James) (2004)
- Amazing Grace (My Chains are Gone)"(2007)
- I Lift My Hands (2011)